# 伯恩哈姆山
71°34′S 159°50′E / 71.567°S 159.833°E
伯恩哈姆山（英語：Mount Burnham）是南極洲的山峰，屬於烏薩爾普山脈的一部分，海拔高度2,810米，該山峰根據美國地質調查局的測量和美國海軍的空中照片被繪入地圖，以物理學家命名。